# Herb powiatu zielonogórskiego
Herb powiatu zielonogórskiego – jeden z symboli powiatu zielonogórskiego, ustanowiony 29 czerwca 2000.

## Wygląd i symbolika
Herb przedstawia na tarczy  trójdzielnej, w pobocznicy prawej złotej czarny orzeł Piastów dolnośląskich ze srebrną przepaską w kształcie półksiężyca na piersi, w pobocznicy lewej czerwonej Orzeł Biały Piastów wielkopolskich. Pośrodku pola błękitna, odwrócona rosocha. W podstawie tarczy w srebrnym polu zielona kiść winnej latorośli.